# Thyestilla gebleri
Thyestilla gebleri är en skalbaggsart som först beskrevs av Franz Faldermann 1835.  Thyestilla gebleri ingår i släktet Thyestilla och familjen långhorningar. Inga underarter finns listade i Catalogue of Life.